# Pediasia figuratellus
Pediasia figuratellus là một loài bướm đêm trong họ Crambidae.